# Skvallerbytta bing bång
Skvallerbytta bing bång är ett nedvärderande uttryck av okänt ursprung om någon som springer omkring och avslöjar hemligheter, oftast av mindre vikt, men som inte borde spridas. Oftast använd som retsam barnramsa med en enkel melodi. Den äldsta kända dokumenterade varianten på ramsan är från 1677 och inleds med orden "Skvallerbytta, rådstuguklocka". Ordet skvallerbytta användes redan på 1500-talet om någon som inte kunde behålla information som delgivits i förtroende. Den kompletta texten som vanligen används av barn:
Skvallerbytta bing bång,

går i alla gårdar,

slickar alla skålar

när han/hon kom till prästen

fick han/hon smäll på käften
Sången ackompanjeras av att "kasta finger", det vill säga upprepat stryka med ett pekfinger över det andra för att illustrera många pekfingrar mot den som är föremål för nidvisan.
Flera olika varianter med nödrim förekommer på texten efter raden med "slickar alla skålar" för att åstadkomma en längre visa.
I flera dialekter har konsonantkombinationen ⟨rd⟩ uttalats med kakuminalt tjockt l [ɽ], så att gårdar rimmar på skålar.

## Melodin

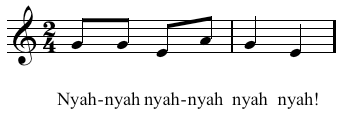
Melodin med engelsk text.

Satsmelodin till ramsan används i leken tafatt till frasen "du kan inte ta mig". Den används också som en enkel melodi i populärmusik, som i Robyns Do You Really Want Me (Show Respect), Spice Girls Wannabe och introt till Venoms Teacher's Pet.